# Nowy Żelibórz
Nowy Żelibórz [pronunciación en polaco: /ˈnɔvɨ ʐɛˈlibuʂ/] (alemán: Selberg) es un pueblo en el distrito administrativo (gmina) de Polanów, dentro del distrito de Koszalin, voivodato de Pomerania Occidental, Polonia. Según el censo de 2011, tiene una población de 70 habitantes.
Está ubicado aproximadamente 8 kilómetros al sureste de Polanów, 42 kilómetros al este de Koszalin y 162 kilómetros al noreste de la capital de la región, Szczecin.
Hasta 1945, el área era parte de Alemania. Para la historia de la región, véase Historia de Pomerania.